# جون لي (اقتصادي)
جون لي (بالإنجليزية: John Lee)‏ هو اقتصادي أسترالي، ولد في 1973 في ماليزيا.